# ليندلي ألان كرافن
ليندلي ألان كرافن (1945-2014) (بالإنجليزية: Lyndley Alan Craven)‏ هو عالم نبات أسترالي.